# Perasia obscurior
Perasia obscurior là một loài bướm đêm trong họ Noctuidae.